# Europa (filla d'Oceà)
Segons la mitologia grega, Europa (en grec antic Εὐρώπη Európe) va ser una de les oceànides, que personifiquen els rierols, les fonts i els cursos breus d'aigua.
Com les seves germanes i els seus germans, els oceànits, era filla d'Oceà, el primogènit dels titans i la seva germana Tetis, la més jove de les titànides. Els pares d'Europa van ser els únics que no van participar en la guerra dels titans contra Zeus, i per aquesta raó els va ser deixat el seu poder sobre els mars i les aigües.